# Записки з підпілля
«Запи́ски з підпі́лля» — повість Ф. М. Достоєвського, видана 1864 року. Оповідь ведеться від імені колишнього чиновника, який мешкає в Петербурзі. За своєю проблематикою віщує ідеї екзистенціалізму, а сам головний герой твору мав значний вплив на філософів. Його відчужене від мейнстріму існування вплинуло на модерністську літературу.
Повість являє собою уривок з безладних мемуарів запеклого, самотнього, безіменного оповідача (критики зазвичай звуть його «підпільником»), відставного державного службовця, що живе в Санкт-Петербурзі. Перша частина оповіді розказана в монологічній формі через щоденник підпільника і «нападає» на сучасну російську філософію, особливо на «Що робити?» Миколи Чернишевського. Друга частина книги називається «З приводу мокрого снігу» і описує деякі події, які, здається, руйнують, а іноді й оновлюють «підпільну людину», що виступає від першої особи, ненадійного оповідача та антигероя.

## Сюжет
«Записки» розпочинаються представленням інтелектуальних «знахідок» головного героя. У першій чверті повісті подано лише кілька біографічних фактів — що герой отримав спадщину, звільнився зі служби і зовсім перестав залишати свою квартиру, пішовши в «підпілля». Однак надалі у своїх записках герой розповідає про своє життя — про дитинство без друзів, про свою «сутичку» (сприйману так тільки ним) з офіцером, і два епізоди життя, що стали, якщо припустити правдивість записок, найзначущішою і помітною подією в житті героя. Перше — це обід із давніми шкільними «товаришами», на якому він усіх образив, розлютився, і навіть вирішив викликати одного з них на дуель. Другий — це моральні знущання з повії з будинку розпусти, якій він спочатку зі злості намагався показати всю огидність її становища, потім, ненароком давши їй свою адресу, сам терпів від неї нестерпні муки, що мали свій корінь у його озлобленості і в тому, що той образ, яким він перед нею намагався представитися, мав разючу розбіжність з дійсним його становищем. Усіми силами прагнучи образити її вдруге, цією дією він закінчує свою оповідь про виходи з «підпілля», а від імені редактора цих записок додається, що продовження цих записок — знову інтелектуальний продукт героя — по суті, вище написане в перекрученій формі.

## Теми та контекст
Оповідь «підпільника» насичена ідеологічними алюзіями та складними розмовами про політичний клімат того часу. Використовуючи свою белетристику як знаряддя ідеологічного дискурсу, Достоєвський кидає виклик ідеологіям свого часу, головним чином нігілізму та раціональному егоїзму.
У 2-й частині повісті промова, яку «підпільник» адресував Лізі (повії), коли вони сиділи в темряві, і її відповідь на неї є прикладом такого дискурсу. Ліза вірить, що зможе вижити і піднятися службовими сходами свого борделю, щоб здійснити свою мрію про успішність у суспільстві. Однак, як зазначає «підпільник» у своїй тираді, такі мрії ґрунтуються на утопічній довірі не лише до чинних суспільних систем, а й до здатності людства уникнути корупції та ірраціональності загалом. Висловлені в 1 частині повісті зауваження про те, що «підпільнику» приносить задоволення бути грубим і відмовлятися звертатися по медичну допомогу, є його прикладами того, як ідеалізована раціональність від початку ущербна, оскільки не враховує темнішої та ірраціональнішої сторони людства.
Кам'яна стіна в повісті — один із символів і уособлює всі перепони законів природи, які протистоять людині та її свободі. Простіше кажучи, правило, що два плюс два дорівнює чотири, злить «підпільника», тому що він хоче свободи сказати, що два плюс два дорівнює п'яти, але ця Кам'яна Стіна законів природи стоїть перед ним і його волею.

### Політичний клімат
У 1860-х роках Росія почала прискорено вбирати ідеї та культуру Західної Європи, цим живлячи нестабільний місцевий клімат. Особливо бурхливе зростання революційної активності супроводжувало загальну перебудову царизму, коли ліберальні реформи, проведені неповороткою самодержавною владою, лише посилювали напруженість як у політиці, так і в громадянському суспільстві. Багато представників російської інтелігенції долучались до полеміки із західниками, з одного боку, і слов'янофілами з іншого, стурбовані тим, щоб сприяти імпорту західних реформ чи просувати панслов'янські традиції на вирішення конкретних соціальних проблем Росії. Хоча цар Олександр II звільнив кріпаків 1861 року, Росія все ще була постсередньовічним, традиційним селянським суспільством.
На час написання «Записок із підпілля», почалося «інтелектуальне бродіння» в дискусіях про релігійну філософію та різні «освічені» утопічні ідеї. Ця робота є викликом і методом розуміння ширших наслідків ідеологічного прагнення до утопічного суспільства. Утопізм значною мірою стосується колективної мрії суспільства, але «підпільника» турбує сама ідея колективізму. Він доходить висновку, що індивіди врешті-решт завжди бунтуватимуть проти колективно нав'язаної ідеї раю; утопічний образ, такий як Кришталевий палац, завжди буде зазнавати невдачі через ірраціональність людства, що лежить в основі.

## Письменницький стиль
Хоча роман має форму оповіді від першої особи, «Я» тут ніколи по-справжньому не розкривається. Синтаксис іноді може здаватися «багатошаровим»; підмет і дієслово часто містяться на самому початку речення, перш ніж об'єкт зануриться в глибини думок оповідача. Оповідач повторює багато своїх концепцій.

## Алегорії
«Підпілля» — алегоричний образ. Герой не має жодного стосунку до революційної діяльності, оскільки вважає діяльну волю «дурною», а розум безвільним. Після деяких вагань «підпільник» схиляється швидше до рефлектувального інтелігентного безвілля, хоч і заздрить людям, які діють просто й нахабно.
«Підпілля» — інша назва для атомарності. Ключова фраза: «Я один, а вони всі». Думка про особисту перевагу над іншими, яким би нікчемним не було життя, як би не плазував інтелігент, — квінтесенція цієї сповіді російського інтелігента.
Герой, точніше антигерой, як він сам себе називає в кінці, нещасний і жалюгідний, але, залишаючись людиною, отримує задоволення від того, що мучить себе та інших. Цю схильність людини за Достоєвським, К'єркегором і Ніцше відкриває сучасна психологія.

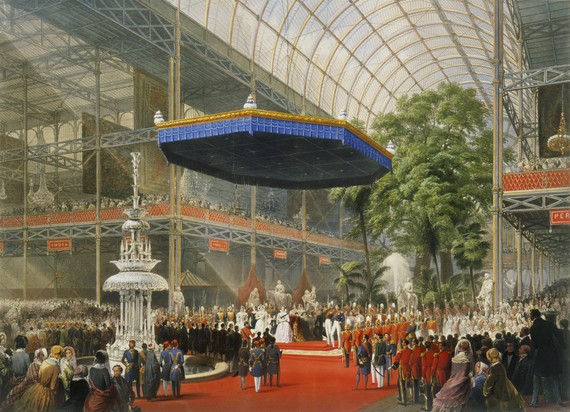
Королева Вікторія відкриває Всесвітню виставку в «Кришталевому палаці»

«Кришталевий палац» — уособлення майбутнього гармонійно влаштованого суспільства, вселюдського щастя, заснованого на законах розуму. Однак герой упевнений, що знайдуться люди, які з абсолютно ірраціональних причин відкинуть цю загальну гармонію, засновану на розумі, відкинуть задля безпричинного вольового самоствердження.
|  | Ех, панове, яка вже тут своя воля буде, коли справа доходить до арифметики, коли буде лише двічі два чотири в ходу? Двічі дві і без моєї волі чотири буде. Чи така своя воля буває!Оригінальний текст (рос.) Эх, господа, какая уж тут своя воля будет, когда дело доходит до арифметики, когда, будет одно только дважды два четыре в ходу? Дважды два и без моей воли четыре будет. Такая ли своя воля бывает! |

В. В. Набоков, який загалом несхвально ставився до творчості Достоєвського, писав: «Цю повість можна було вважати описом клінічного випадку з явними і різноманітними симптомами манії переслідування. Мій інтерес до неї обмежений дослідженням стилю. Тут яскраво представлено теми Достоєвського, його стереотипи та інтонації. Це квінтесенція достоєвщини».

## Вплив
Виклик, який «підпільник» кинув ідеї «освіченого» суспільства, заклав основу для подальших праць. Цю працю описано як «ймовірно, найважливіше єдине джерело сучасної антиутопії».
«Записки з підпілля» вплинули на різних авторів та твори в галузі філософії, літератури та кіно, серед яких:
- праці Фрідріха Ніцше;
- роман «Перевтілення» Франца Кафки (1915);
- роман «Невидимка» Ральфа Еллісона (1952);
- твір «Воскресіння з підпілля: Федір Достоєвський» Рене Жирара (1963);
- художній фільм «Таксист» Мартіна Скорсезе (1976);
- художній фільм «Джокер» Тодда Філліпса;
- роман «Американський психопат» Брета Істона Елліса (1991)[11];
- художній фільм «Всередині[tr]» турецького режисера Зекі Деміркубуза[en], натхненний повістю Достоєвського (2012).

## Адаптації
Було багато спроб екранізувати повість або поставити на сцені.

### Театральні постановки
- 1988 року Кама Гінкас[ru] на сцені Московського ТЮГу поставив виставу «Записки з підпілля» з Віктором Гвоздицьким[ru] у головній ролі. 2011 року він також поставив телевиставу «З приводу мокрого снігу», але вже з Олексієм Девотченком.

### Екранізації
- Помста / A bosszú (ТБ) режисера Дьордя Фехера (Угорщина, 1977)
- Підпільна людина[es] режисера Ніколаса Саркіса[es] — (Аргентина, 1981)
- Сучасники / Aikalainen режисера Тімо Ліннасало[fi] (Фінляндія, 1984)
- День і ніч режисера Жана-Бернара Мену (Франція, Швейцарія, 1986)
- Записки з підпілля режисера Гері Волкоу з Генрі Черні та Шеріл Лі в головних ролях[12] (1995, США)
- Я плюю на ваші капці[fr] / J'irai cracher sur vos tongs режисера Мішеля Тоєски[fr] (Франція, 2005)

## Згадки в культурі
- У художньому фільмі «Життя Пі»: протагоніст підлітком читає книгу в англійському перекладі.
- Книга фігурує в т/с «Загублені»: у 12 серії шостого (останнього) сезону Г'юго тримає її в руці після того, як Ілана вибухнула разом із рюкзаком, у якому був динаміт, підготовлений для підриву літака.
- «Костянтин Райкін. Вечір із Достоєвським» — сценічне перекладення повісті на сцені театру «Сатирикон» .
- Уривки з повісті використано в альбомі «Людина без часу» російського хіп-хоп-гурту «Записки Невідомого»[13].
- На честь цієї книги американський репкор-гурт Hollywood Undead назвав свій 3-й альбом Notes from the Underground.
- У художньому фільмі «451 градус за Фаренгейтом» головний герой крадькома читає цю книгу.
- У романі французького письменника Жана-Мішеля Ґенассії «Клуб невиправних оптимістів» бібліотекар радить головному герою Мішелю Маріні, який перебуває під сильним враженням від творчості Достоєвського, прочитати цю книгу.